# Piirivarbe
Piirivarbe – wieś w Estonii, w prowincji Jõgeva, w gminie Pala.